# Vitrolles-en-Lubéron
Vitrolles-en-Lubéron ist eine französische Gemeinde mit 199 Einwohnern (Stand 1. Januar 2022) im Département Vaucluse in der Region Provence-Alpes-Côte d’Azur. Sie gehört zum Arrondissement Apt und ist Mitglied im Gemeindeverband Communauté Territoriale Sud-Luberon. Die Bewohner werden Vitrollains und Vitrollaines genannt.

## Geographie
Vitrolles-en-Lubéron liegt in der Provence im Südosten des Départements Vaucluse an der Grenze zum benachbarten Département Alpes-de-Haute-Provence etwa 18 Kilometer südöstlich von Apt und etwa 33,5 Kilometer nordöstlich von Aix-en-Provence.
Im Norden der Gemeinde erhebt sich das Gebirge vom Grand Luberon mit dem Luberon-Regionalpark, zu dem die Gemeinde selbst jedoch nicht gehört. Markante Gipfel sind der Boufaou (834 m), der Grand-Colle (819 m), der Groupa-Tassière (782 m) und der Piégros (765 m). Mehrere Gebirgsbäche durchfließen die Gemeinde in nord-südlicher Richtung und bilden zusammen den Torrent de Saint-Pancrace, der bei Grambois in die Èze mündet.
Umgeben wird Vitrolles-en-Lubéron von den fünf Nachbargemeinden:
|                 | Céreste (Alpes-de-Haute-Provence)           | Montjustin (Alpes-de-Haute-Provence) |
|                 | Kompassrose, die auf Nachbargemeinden zeigt |                                      |
| Peypin-d’Aigues | Grambois                                    | La Bastide-des-Jourdans              |

## Verkehr
Die quer durchs Ortszentrum verlaufende Route départementale D33 ist eine der wenigen Passstraßen, mit denen sich der Grand Luberon überqueren lässt. Sie geht auf der gegenüberliegenden Seite in die D31 über und führt nach Céreste im Département Alpes-de-Haute-Provence.

## Geschichte
Der Ortsname Vitrolles geht auf das lateinische Wort vitrolea („Glaswaren“) zurück. Gefundene römische Dachziegel (tegulæ) am Fuße des Hügels von Castellas deuten auf die Anwesenheit einer gallo-römischen Villa hin. Auf dem Mont Piégros wurde ein Kopf der Göttin Minerva entdeckt, der sich nun im Musée Borely in Marseille befindet. Aufgrund zahlreicher Epidemien und plündernden Söldnerbanden wurde das Dorf Ende des 15. Jahrhunderts von seinen Bewohnern vollständig aufgegeben. 1504 siedelten sich neue Familien aus Gap an und gründeten rund um der mittelalterlichen Kirche am Fuße von Castellas das heutige Dorf. 1793 erhielt die Gemeinde zunächst den Namen Vitroles-d’Aigues, 1801 wurde sie dann in Vitrolles umbenannt. Der heutige Name existiert seit dem 11. August 1996.

### Bevölkerungsentwicklung
| Jahr      | 1962 | 1968 | 1975 | 1982 | 1990 | 1999 | 2006 | 2018 |
| --------- | ---- | ---- | ---- | ---- | ---- | ---- | ---- | ---- |
| Einwohner | 61   | 50   | 59   | 72   | 137  | 145  | 175  | 164  |

## Sehenswürdigkeiten
- Die romanische Pfarrkirche Saint-Etienne ist seit 1274 erwähnt. Sie wurde unterhalb des mittelalterlichen Dorfes erbaut, bestehend aus einem Kirchenschiff mit zwei Jochen und einer rechteckigen Apsis mit halbrunden Tonnengewölben. Im 15. Jahrhundert wurde sie aufgegeben. Um 1620 noch zerfallen, wurde die Kirche vor 1632 restauriert, 1661 um eine Seitenkapelle (heutiges erstes Joch des Kirchenschiffs) erweitert. Erweiterung und völlige Neugestaltung erfolgten im Jahr 1683 mit teilweisem Abriss des ursprünglichen Kirchenschiffs und Neubau des heutigen Kirchenschiffs, des Chors und der Sakristei.
- Das Schloss Le Gran-Pré aus der zweiten Hälfte des 18. Jahrhunderts, das als Landsitz gilt, überrascht mit der Raffinesse und Eleganz des Stuckdekors, der die Supraporte, Türpfeiler und Kassettendecken ziert. Die Darstellungen zeigen galante Landszenen im Stil der Zeit oder aufwändigere Allegorien, die den gesellschaftlichen Aufstieg der Geldgeber feiern.
- Kirche Saint-Siméon (heute in einen Bauernhof umgewandelt)
- Ölmühle
- Taubenturm
- Renaissance-Pilaster und -Ruinen
- Bethaus Sainte-Philomène mit Statue

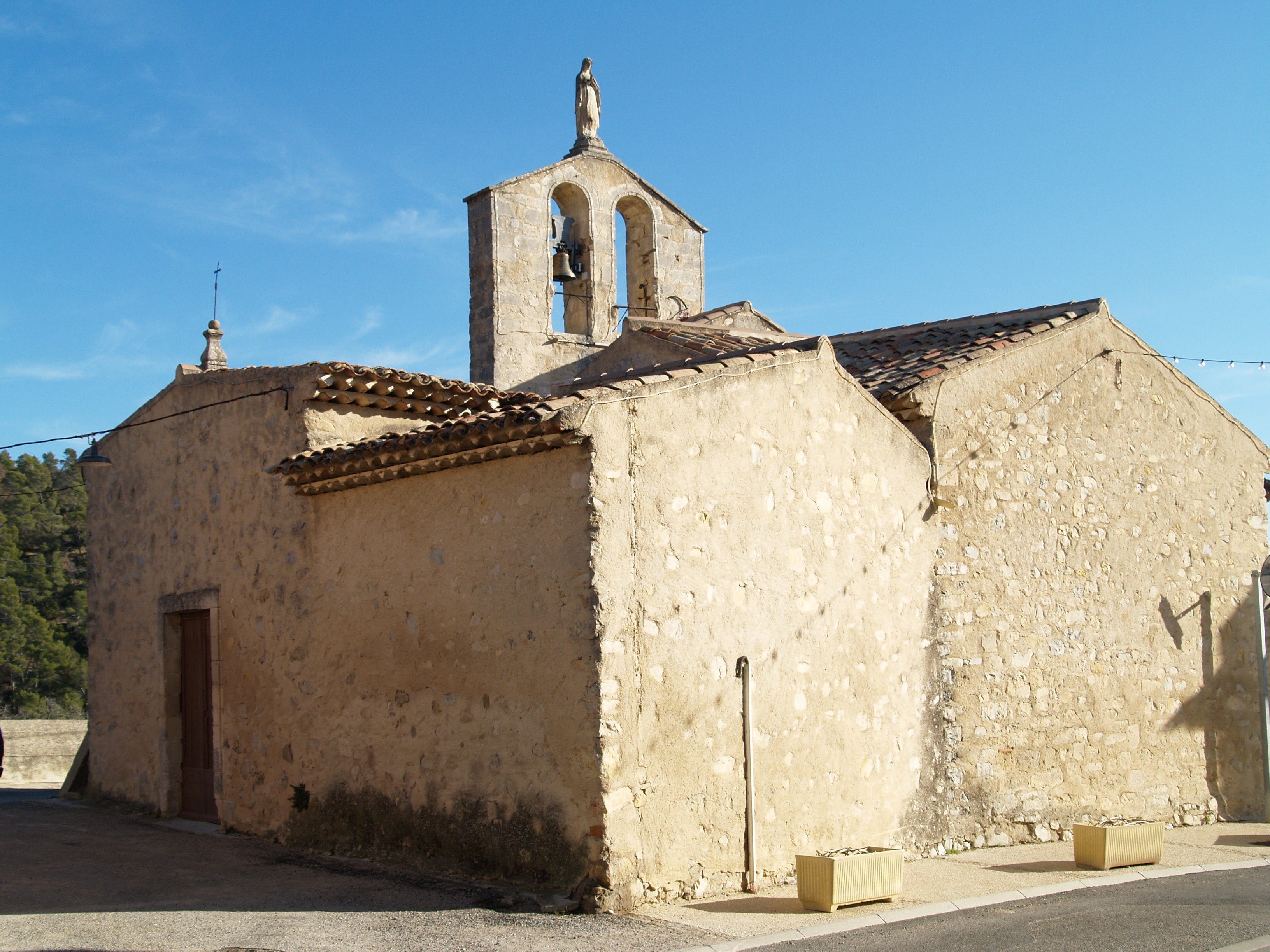
Kirche Saint-Etienne
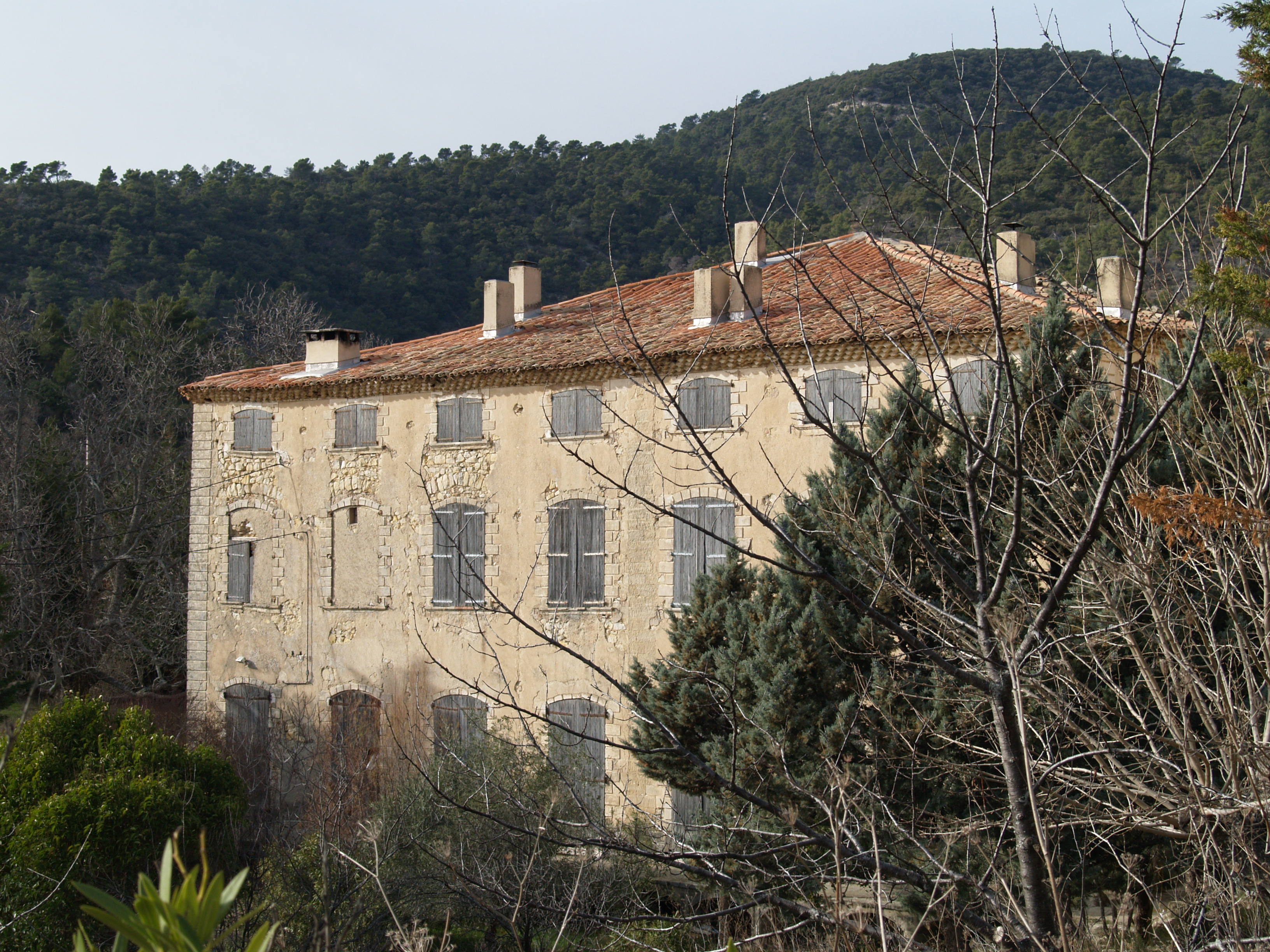
Schloss Le Gran-Pré